# American Soccer League Autunno 1929
Il Campionato dell'American Soccer League Autunno 1929 fu il nono campionato della lega ed il trentesimo di prima divisione statunitense di calcio.

## Squadre
La Grande depressione e i contrasti con la Federazione ridussero il campionato sia nella durata che nel numero di squadre. I Newark Skeeters non si iscrissero al campionato, i Boston Soccer Club vennero rinominati in  Boston Bears. Il nuovo ingresso dei Brooklyn Hakoah si ebbe grazie ai giocatori europei dell'Hakoah Wien che reformarono la squadra.
| Stato         | Squadra                            | Città/Area              |
| ------------- | ---------------------------------- | ----------------------- |
| Massachusetts | Boston Bears                       | Boston                  |
| Massachusetts | N. Bedford Whalers                 | New Bedford             |
| Massachusetts | Fall River                         | Fall River              |
| New York      | Brooklyn Wanderers                 | Brooklyn-New York       |
| New York      | Brooklyn Hakoah                    | Brooklyn-New York       |
| New York      | New York Nationals                 | New York                |
| Rhode Island  | Gold Bugs                          | Providence              |
| Rhode Island  | Pawtucket Rangers                  | Pawtucket               |
| Pennsylvania  | Bridgeport Bears Philadelphia F.C. | Bridgeport Philadelphia |

## Campionato

### Classifica finale
|   | Squadra                              | G  | V  | N | P  | GF | GS | Pt | Per. |
| - | ------------------------------------ | -- | -- | - | -- | -- | -- | -- | ---- |
| 1 | Fall River                           | 22 | 15 | 3 | 4  | 65 | 40 | 33 | .750 |
| 2 | Gold Bugs                            | 22 | 14 | 2 | 6  | 50 | 34 | 30 | .682 |
| 3 | Boston Bears                         | 21 | 12 | 3 | 6  | 44 | 22 | 27 | .643 |
| 4 | New York Nationals                   | 21 | 10 | 3 | 8  | 58 | 53 | 23 | .548 |
| 5 | Pawtucket Rangers                    | 19 | 8  | 2 | 9  | 32 | 41 | 18 | .474 |
| 6 | N. Bedford Whalers                   | 21 | 7  | 2 | 12 | 38 | 47 | 16 | .381 |
| 7 | Brooklyn Wanderers                   | 17 | 5  | 2 | 10 | 32 | 47 | 12 | .353 |
| 8 | Brooklyn Hakoah                      | 17 | 4  | 1 | 12 | 41 | 55 | 9  | .265 |
| 9 | Bridgeport Bears / Philadelphia F.C. | 14 | 2  | 2 | 10 | 19 | 41 | 6  | .214 |

#### Verdetti
Fall River Campione degli Stati Uniti Autunno 1929